# Kalján-Dombivli
Kalján-Dombivli egy ikerváros India területén, Mahárástra államban, Thána adminisztratív körzetében. Az ikerváros Mumbai központjától közúton kb. 50-55 km-re fekszik. Az agglomeráció lakossága 1,24 millió fő volt 2011-ben.

## Fordítás
Ez a szócikk részben vagy egészben  a   Kalyan-Dombivali című angol Wikipédia-szócikk fordításán alapul.  Az eredeti cikk szerkesztőit annak laptörténete sorolja fel. Ez a jelzés csupán a megfogalmazás eredetét és a szerzői jogokat jelzi, nem szolgál a cikkben szereplő információk forrásmegjelöléseként.